# Résolution 1031 du Conseil de sécurité des Nations unies
Membres permanents
- Chine
- États-Unis
- France
- Royaume-Uni
- Russie

Membres non permanents
- Allemagne
- Argentine
- Botswana
- Honduras
- Indonésie
- Italie
- Nigéria
- Oman
- République tchèque
- Rwanda

Résolution no 1030 Résolution no 1032
La résolution 1031 du Conseil de sécurité des Nations unies, adoptée à l'unanimité le 15 décembre 1995, après avoir rappelé toutes les résolutions précédentes sur le conflit en ex-Yougoslavie, a, en vertu du chapitre VII de la Charte des Nations unies, discuté du transfert d'autorité de la Force de protection des Nations unies (FORPRONU) à l'Implementation Force (IFOR).
Le Conseil de sécurité souhaite toujours une solution négociée au conflit en ex-Yougoslavie. Le 14 décembre 1995, l'accord-cadre général, un accord de paix entre la Bosnie-Herzégovine, la Croatie et la république fédérale de Yougoslavie (Serbie et Monténégro), a été signé à Paris, après des négociations sur la base aérienne de Dayton, aux États-Unis. La décision de créer un Conseil de mise en œuvre de la paix et son comité directeur lors d'une conférence à Londres a été saluée.
Le Conseil devait suivre de près la mise en œuvre de l’accord de paix. Les progrès réalisés dans la reconnaissance des États issue de la dissolution de l'ex-Yougoslavie ont été salués. Ces pays devaient également se conformer au droit international humanitaire et coopérer avec le Tribunal pénal international pour l'ex-Yougoslavie (TPIY), conformément à la résolution 827 (1993). La décision de l'Organisation pour la sécurité et la coopération en Europe (OSCE) de mettre en place un programme d'élections en Bosnie-Herzégovine a été saluée. Le Conseil a également chaleureusement accueilli l'engagement des parties à protéger les droits de l'homme et le droit de tous les réfugiés et personnes déplacées de rentrer chez eux. En outre, l'accent a été mis sur la création de conditions propices à la reconstruction et au développement en Bosnie-Herzégovine et à l'apport d'une aide internationale. Il y a également eu un accord entre toutes les parties concernant les mesures de contrôle des armements et la stabilité.
La résolution discutait ensuite de l'IFOR. Les États membres étaient prêts à contribuer à une force multinationale afin de mettre en œuvre l’accord de paix pendant environ un an, ce que le Conseil de sécurité a accepté. Elle était autorisée à contrôler l'espace aérien de la Bosnie-Herzégovine et à avoir le droit d'assurer se légitime défense. Lors du transfert des pouvoirs de la FORPRONU à l'IFOR, il serait mis fin au pouvoir de prendre les mesures imposées dans les résolutions 770 (1992), 781 (1992), 816 (1993), 836 (1993), 844 (1993) et 958 (1994), ainsi qu'aux dispositions de la résolution 824 (1993) concernant les zones de sécurité.
Les pays participant à l'IFOR ont été invités à présenter un rapport chaque mois. Le Conseil a approuvé la création du poste de haut représentant international en Bosnie-Herzégovine par l'accord de Dayton(nommé par le Conseil de mise en œuvre de la paix) et a convenu de la désignation de Carl Bildt au poste de suivi de la mise en œuvre de l'accord de paix. Le mandat de la FORPRONU prendrait fin dès que le transfert d'autorité à l'IFOR aurait eu lieu, soit le 20 décembre 1995. Les dispositions prises par le secrétaire général Boutros Boutros-Ghali pour le retrait de la FORPRONU ont été approuvées et il lui a également été demandé de faire rapport lorsque ce retrait serait terminé.
La résolution 1031 s'est conclue par la reconnaissance par le Conseil de sécurité de la nature unique, extraordinaire et complexe de la situation en Bosnie-Herzégovine, ce qui a appelé une réponse extraordinaire.

## Voir également
- Guerre de Bosnie-Herzégovine
- Dislocation de la Yougoslavie
- Guerre de Croatie
- Accords de Dayton
- Guerres de Yougoslavie